# Call of War
Call of War（コール・オブ・ウォー）はドイツのスタジオBytro Labsが制作・公開したリアルタイムストラテジーゲーム。

## 解説
プレイヤーは1つの国を統治し、他のプレイヤーが統治する国やコンピュータが統治する国と戦争する。
国は、原則15程度の地方州と、5つの都市州で構成されている。各州からはお金や人材に加え、一部の地方州と都市州から3種類の資源が産出される。

## 概要
プレイヤーは、ゲームに参加する前に国を選択する。ゲームの目的は世界征服を達成することとなっており、一定の勝利ポイントを獲得することで達成できる。プレイヤーは都市を確保するごとに一定の勝利ポイントを得ることができる。ラウンドは、一定時間後・プレイヤーまたは連合が必要な勝利点を獲得したとき・ラウンドに3人のプレイヤーしか残っていないときに、新聞の投票によってゲームラウンドを終了できる。また、この国には一定数の地方があり、その地方で人的資源・貨幣・1種類の資源（ない場合もある）が生産される。ラウンドの開始時には、各国はすでに一定の軍を保有している。
プレイヤーのいない国は、コンピュータが操作している。これらの国は、戦争・通商禁止措置・宣戦布告をせずに軍隊を他の国の地方に移動させることができる。宣戦布告が行われる前は、コンピュータが支配する国の軍隊は、通行権を持たない限り、他の国には移動しない。

## 連合
プレイヤーは、他のプレイヤーと同盟を結び、連合に参加可能。プレイヤーは連合に申し込むことができ、連合の作成者はそのプレイヤーの申請を受け入れるか拒否することができる。連合に加入すると同じ連合に所属するプレーヤーとマップが共有される。また、連合の作成者は、すでに連合に参加しているプレイヤーを連合のリーダーに任命できる。プレイヤーは再び連合を離れることができ、リーダーもまた連合を離れることができるが、その場合、連合を解散することも可能。連合を脱退した後、そのプレイヤーは他のすべての連合メンバーとの間に通行権を得られる。

## シナリオ
マップ、プレイヤー数、プレイ可能な国が異なる様々のシナリオがある。国やその大きさも様々。

### 常時シナリオ
- ヨーロッパ-国家の衝突（22人）

ヨーロッパに加え、北アメリカ大陸の一部、アフリカ大陸の北部の国家を中心に戦争するラウンド。
- 戦時下の世界（100人）

レベル8以上でないとプレイできない、100人規模の巨大マップ。このマップでは、第二次世界大戦時に存在した、ほぼ全ての国を操作可能。ただ、多くの植民地は独立しており、どの国であっても初期状態では都市が5つ存在する。
- 太平洋制覇（50人）

戦時下の太平洋周辺を中心としたマップでプレイするシナリオ。
- 1939 - 歴史的世界大戦（30人）

第二次世界大戦を再現した1939年時点での国境に基づいたラウンド。このラウンドはプレイヤーはレベル17以上でないとプレイできない。
- [スピード]-戦時下の世界（100人）

戦時下の世界の4倍速ラウンド。このラウンドではプレイヤーがレベル11以上でないとプレイできない。
- ヨーロッパ-国家の衝突1.5 (22人)

　   ヨーロッパ-国家の衝突の24倍ラウンド。

### シナリオローテーション
- [イベント]-愛国者の夜明け(30人)

第二次世界大戦で枢軸側が勝利し、アメリカが大日本帝国とドイツに分割占領されている設定で、日本軍、ドイツ軍、アメリカ革命軍の三陣営に分かれて戦うラウンド。
- 1939-電撃戦（10人）

1939年のヨーロッパのラウンド。
- ドミニオン-南極大陸（40人）

南極大陸が舞台のラウンド。
- アメリカ-銃後の守り（50人）

北アメリカ大陸が舞台のラウンド

### イベントシナリオ
- オールイン（73人）

1939-歴史的世界大戦の73人版。
- チームアップ（100人）

50対50のラウンド。
- 大乱戦（100人）

戦火の世界の匿名ラウンド版。
- 武装戦争（50人）

ほとんどの研究が完了しているラウンド。
- 世界滅亡の日（50人）

初期から大量の核兵器が配備されているラウンド。北アメリカに存在する各州が別れて争う。ゲーム開始時から24時間の強制的な平和期間がある。
- 電光石火の一撃（22人）

ヨーロッパ-国家の衝突の10倍ラウンド。
- [イベント] —首都の覇権争い（100人）
- [イベント] —オペレーションスプレマシー（100人）

## その他
Call of Warは基本無料のゲーム。しかし、現金購入のプレミアムコンテンツがあり、課金しないプレイヤーにはない利点が存在する。例えば生産開始時にプレイヤーがオンラインでなくても、軍隊や建物の生産を順番に行うことができる。また、月に一回ゲームラウンドを作成することが可能。さらにゲーム内通貨であるゴールドを使用することで、 新しい戦争債券を含むリソースの補充に使用できる。

## ゲーム内機能

### 建物
- 都市州
  - 兵舎：歩兵系ユニットを生産する。レベルに応じて生産時間が短縮される。
  - 軍需工場：砲火器系ユニットを生産する。レベルに応じて生産時間が短縮される。
  - 戦車生産工場：戦車ユニットを生産する。レベルに応じて生産時間が短縮される。
  - 航空工場：航空ユニットを生産し、建設することで航空ユニットの離着陸ができるようになる。レベルに応じて生産時間、給油時間が短縮される。
  - 海軍基地：海軍ユニットを生産する。レベルに応じて生産時間が短縮される
  - 秘密の研究室：ミサイルなどを生産する。レベルに応じて生産時間が短縮される
  - 産業：建築することでその州の資源の生産量をレベルに応じて上昇させる。
  - 掩蔽壕：レベルに応じて防衛時の被ダメージを軽減。
  - インフラ：レベルに応じて移動速度にバフ。
  - プロパガンダ機関：レベルに応じて士気を向上させる。
  - 徴兵事務所：レベルに応じて人材の生産率を上昇させる。
  - 首都：重要施設。任意の都市州に移設させることができる。

- 地方州
  - 地場産業：建築された州の資源の生産量を、レベルに応じて上昇させる。
  - インフラ：レベルに応じて移動速度にバフ。
  - プロパガンダ機関：レベルに応じて士気を向上させる。
  - 徴兵事務所：人材の生産率をレベルに応じて上昇させる。
  - 仮設滑走路：航空ユニットの離着陸が可能になる。
  - 要塞：レベルに応じて防衛時の被ダメージを軽減。
  - 地方港湾：ユニットの上陸・乗船時間の短縮。

### ドクトリン
枢軸国、連合国、コミンテルン、アジア諸国の4つのドクトリンに分かれており、それぞれに長所短所がある。
|              | 長所                                           | 短所             |
| ------------ | ---------------------------------------------- | ---------------- |
| 枢軸国       | 体力+15% 与ダメージ+15%                        | 生産コスト+10%   |
| 連合国       | 生産時間-30% 研究時間-30％ 研究コスト-30%      | 移動スピード-10% |
| コミンテルン | 生産コスト-10% 維持コスト-20%                  | 与ダメージ-10%   |
| アジア諸国   | 移動スピード+20% 索敵範囲+35% 地形ボーナス+25% | 体力-10%         |

### ユニット
・枢軸国
|                      | レベル1                            | 2                                    | 3                                    | 4                        | 5                        | 6                              | 7                                   |
| -------------------- | ---------------------------------- | ------------------------------------ | ------------------------------------ | ------------------------ | ------------------------ | ------------------------------ | ----------------------------------- |
| 民兵                 | 民兵タイプ1932                     | 1934                                 | 1942                                 | 1947                     |                          |                                |                                     |
| 歩兵                 | 歩兵タイプ1932                     | 1934                                 | 1988                                 | 1942                     | 1946                     | 1950                           | 1952                                |
| 自動車化歩兵         | 自動車化歩兵タイプ1934             | 1940                                 | 1944                                 | 1947                     | 1950                     | 1952                           |                                     |
| 機械化歩兵           | 機械化歩兵タイプ1940               | 1944                                 | 1947                                 | 1950                     | 1952                     |                                |                                     |
| 奇襲隊               | 突撃隊員                           | 山地部隊                             | ブランデンブルク                     | 第50ss猟兵大隊           |                          |                                |                                     |
| パラシュート兵（空） | DFS230                             | ゴータGo242                          | ユー52                               | Me323                    |                          |                                |                                     |
| パラシュート兵（陸） | パラシュート狙撃兵                 | パラシュート猟兵                     | 空挺突撃連隊                         | グリーンデビル           |                          |                                |                                     |
| 対戦車               | 3.7cmPak36                         | 5cmPak38                             | 7.5cmPak40                           | 7.5cmPak97/38            | 8.8cmPak43               | 12.8cmPak44                    |                                     |
| 砲兵                 | 7.7cm FK16                         | 10.5cm lefh 18                       | 10.5cm lefh 18/40                    | 17cm K18重カノン砲       | 24cm-k-3重攻城砲         |                                |                                     |
| 自走砲               | 重歩兵砲33年型                     | ヴェスペ                             | グリル                               | フンメル                 | GWティーガー             |                                |                                     |
| 対空                 | 2cmFlak30                          | 3.7cmFlak37                          | 5cmFlak41                            | 8.8cmFlak41              | 12.8cmFlak40             | 12.8cmFlak-zwilling40/2        |                                     |
| 対空自走砲           | 1t 軽率引車                        | 対空戦車I                            | メーベルワーゲン                     | ヴィルベルヴィント       | オストヴィント           |                                |                                     |
| 装甲車               | アドラー Kfz13                     | Sd.Kfz.221                           | Sd.Kfz.231                           | Sd.Kfz.234/2             | Sd.Kfz234/4              |                                |                                     |
| 軽戦車               | I号戦車                            | 35(t)戦車                            | II号戦車                             | Pz.Kpfw.II ルクス        | VK16.02レオパルト        |                                |                                     |
| 中戦車               | ノイバウファールツォイク多砲塔戦車 | III号戦車                            | IV号戦車                             | PzKpfw.V パンターA       | PzKpfw.V パンターG       | レオパルト1                    |                                     |
| 重戦車               | Pz.Kpfw. タイガー                  | Pz.Kpfw.レーヴェ                     | Pz.Kpfw. コニグスティガ              | Ⅷ号戦車 マウス           |                          |                                |                                     |
| 駆逐戦車             | パンツァーイェーガーI              | マルダーII                           | 軽駆逐戦車ヘッツァー                 | エレファント重駆逐戦車   | ヤクトパンツァー         | ヤクトティーガー               |                                     |
| 迎撃機               | ハインケル He51                    | メッサーシュミット Bf109             | メッサーシュミット Bf110             | フォッケウルフ Fw190     | メッサーシュミット Me262 | ハインケル He162               | フォッケウルフ Ta152                |
| 戦術爆撃機           | ドルニエDo 23                      | ドルニエ Do-17                       | ハインケル He111                     | ユンカース Ju88A         | ユンカース Ju188         | ヘンシェル Hs132               | アラドAr234                         |
| 戦闘爆撃機           | ハインケル He50                    | ヘンシェル Hs123                     | ユンカース Ju87A                     | ユンカース Ju87D         | ヘンシェル Hs129         |                                |                                     |
| 戦略爆撃機           | ドルニエDo19                       | ハインケル He177                     | ユンカース Ju290                     | メッサーシュミット Me264 | ドルニエ Do317           | ユンカースJu488                | ホルテンH.XⅧ                        |
| 海軍爆撃機           | ハインケル He 59                   | フォッケヴルフ Fw200 コンドル        | アラドAr 196 A2                      | ユンカース Ju 87-C       | ドルニエ Do 217M-2       | メッサーシュミット Me 410 B-5  | ブローム・ウント・フォスBV238飛行艇 |
| 駆逐艦               | ツェルシュテラー 1934              | ツェルシュテラー 1934 A              | ツェルシュテラー 1936                | ツェルシュテラー 1936 A  | ツェルシュテラー 1936B   | ツェルシュテラー 1945          |                                     |
| 潜水艦               | IIB型                              | VII型                                | IX型                                 | IX型                     | ティープ XVII型          | XXI型                          |                                     |
| 巡洋艦               | ガゼル級                           | エムデン級                           | ケーニヒスベルク級                   | ライプツィヒ級           | ドイツ級                 | アドミラル・ヒッパー級重巡洋艦 |                                     |
| 戦艦                 | バイエルン級                       | L20級                                | シャルンホルスト級                   | ビスマルク級             | H42級                    | H45級                          |                                     |
| 空母                 | オイソニア級                       | サイドリッツ級                       | ジェイド級                           | グラーフ・ツェッペリン級 | ヨーロッパ級             | ド・グラース級                 |                                     |
| 輸送船               | モンテ級                           | ステューベン                         | ヴィルヘルム・グストロフ             | ゴヤ                     |                          |                                |                                     |
| ロケット砲           | 15cm ネーベルヴェルファー 41型     | 21cm ネーベルヴェルファー 42ロケット | 30cm ネーベルヴェルファー 42ロケット |                          |                          |                                |                                     |
| 自走ロケット砲       | ヴルフラーメン40                   | パンツァーヴェルファー42             |                                      |                          |                          |                                |                                     |
| 列車砲               | 24センチ theodor kanone            | クルップK5                           |                                      |                          |                          |                                |                                     |
| 飛行爆弾             | V1                                 |                                      |                                      |                          |                          |                                |                                     |
| ミサイル             | V2A4                               | V2A4b                                | V2A10                                | V2A6                     |                          |                                |                                     |
| ミサイル戦闘機       | メッサーシュミット Me 163          | メッサーシュミット Me 263            |                                      |                          |                          |                                |                                     |
| 核爆弾               | 核爆弾                             | 核爆弾                               | 核爆弾                               |                          |                          |                                |                                     |
| 核爆撃機             | ドルニエ Do-317                    | ユンカース Ju 488                    | ホルテン ⅩⅧ                          |                          |                          |                                |                                     |
| 核ミサイル           | 核V2                               |                                      |                                      |                          |                          |                                |                                     |

・連合国
|                      | レベル1                               | 2                                    | 3                                        | 4                           | 5                                     | 6                                    | 7                                        |
| -------------------- | ------------------------------------- | ------------------------------------ | ---------------------------------------- | --------------------------- | ------------------------------------- | ------------------------------------ | ---------------------------------------- |
| 民兵                 | 民兵タイプ1932                        | 1934                                 | 1942                                     | 1947                        |                                       |                                      |                                          |
| 歩兵                 | 歩兵タイプ1932                        | 1934                                 | 1988                                     | 1942                        | 1946                                  | 1950                                 | 1952                                     |
| 自動車化歩兵         | 自動車化歩兵タイプ1934                | 1940                                 | 1944                                     | 1947                        | 1950                                  | 1952                                 |                                          |
| 機械化歩兵           | 機械化歩兵タイプ1940                  | 1944                                 | 1947                                     | 1950                        | 1952                                  |                                      |                                          |
| 奇襲隊               | 特殊任務部隊                          | 海兵襲撃隊                           | 英国空軍特殊部隊                         | 精鋭部隊                    |                                       |                                      |                                          |
| パラシュート兵（空） | Waco-CG-4A                            | エアスピード AS.51 ホルサ            | AW41アルべマーレ輸送機                   | ハリファックスA.71          |                                       |                                      |                                          |
| パラシュート兵（陸） | 標準パラシュート兵                    | パラシュート偵察兵                   | パラシュート海兵                         | パラシュート爆破部隊        |                                       |                                      |                                          |
| 対戦車               | M3 37mm砲                             | M1 57mm砲                            | M5 3インチ砲                             | M1 76mm砲                   | 90mm戦車砲 M3                         |                                      |                                          |
| 砲兵                 | M116 75mm榴弾砲                       | M101 105mm榴弾砲                     | M3 105mm榴弾砲                           | M114 155mm榴弾砲            | M1 240mm榴弾砲                        | BL7.2インチ榴弾砲マーク6             |                                          |
| 自走砲               | ビショップ                            | M7 ブリースト                        | 教会堂管理人                             | M40自走砲                   | M43 8インチ自走榴弾砲                 |                                      |                                          |
| 対空砲               | M5 3インチ砲                          | M1 37mm砲                            | ボフォース40mm機関砲M1                   | 90mm砲 M1                   | 90mm砲 M2                             | 120mm砲M1                            |                                          |
| 対空自走砲           | M13 多連装自走砲                      | M15 多連装自走砲                     | M16 多連装自走砲                         | M19 自走砲                  | M42 ダスター                          |                                      |                                          |
| 装甲車               | キング装甲車                          | M3 偵察用装甲車                      | ダイムラー ディンゴ                      | M8 グレイハウンド           | M38 ウルフハウンド                    |                                      |                                          |
| 軽戦車               | M2 軽戦車                             | M3 スチュアート                      | M22 ローカスト                           | M24 チャーフィー            | M41 ウォーカー・ブルドッグ            |                                      |                                          |
| 中戦車               | M3 リー                               | M4 シャーマン                        | M4A3 シャーマン                          | M26 パーシング              | M47 パットンⅡ                         | M60                                  |                                          |
| 重戦車               | M6 重戦車                             | T29 重戦車                           | T26 スーパー パーシング                  | M103 重戦車                 |                                       |                                      |                                          |
| 駆逐戦車             | M3 自走砲                             | M10 ウルヴァリン                     | アキレス                                 | M18 ヘルキャット            | M36 ジャクソン                        | T28 重戦車                           |                                          |
| 迎撃機               | P-26 ピーシューター                   | セバスキー P-35                      | カーチス P-40 ウォーホーク               | P-51 マスタング             | グラマン F6F ヘルキャット             | ロッキード P-80 シューティングスター | ノースアメリカン F-86 セイバー           |
| 戦術爆撃機           | マーチンB-10                          | ダグラス B-18 ボーロ                 | ダグラス B-23 ドラゴン                   | マーティン B-26 マローダー  | ノースアメリカン B-25 ミッチェル      | ダグラス A-26 インべーダー           | マーティン XB-48                         |
| 戦闘爆撃機           | カーチス A-12 シュライク              | ノースロップ A-17                    | カーチス SB2C ヘルダイバー               | A-20 ハボック               | A-1 スカイレイダー                    |                                      |                                          |
| 戦略爆撃機           | ボーイング-17 フライング フォートレス | コンソリデーテッド B-24 リベレーター | ボーイング YB-40 フライング フォートレス | B-32 ドミネーター           | ボーイング B-29 スーパー フォートレス | ノースアメリカン B-45 トルネード     | ボーイング B-47 ストラトジェット         |
| 海軍爆撃機           | マーティン BM                         | ダグラス TBD デバステーター          | マーチン PBM マリナー                    | グラマン TBF アヴェンジャー | ブルースター SB2A バッカニア          | ダグラス BTD デストロイヤー          | カイザー・フリートウィングス XBTK 攻撃機 |
| 駆逐艦               | クレムソン級                          | マハン級駆逐艦                       | ベンハム クラス                          | グリーヴス級駆逐艦          | フレッチャー級                        | アレン・M・サムナー級                |                                          |
| 潜水艦               | ポーパス級                            | サーゴ級                             | ガトー級                                 | バラオ級                    | テンチ級                              | バラクーダ級                         |                                          |
| 巡洋艦               | オマハ級                              | ブルックリン級                       | セントルイス級軽巡洋艦                   | アトランタ級                | ボルティモア級                        | オレゴン・シティ級重巡洋艦           |                                          |
| 戦艦                 | テネシー級                            | コロラド級                           | ノースカロライナ級                       | サウスダコタ級              | アイオワ級                            | モンタナ級                           |                                          |
| 空母                 | レキシントン級                        | ヨークタウン級                       | エセックス級                             | インディペンデンス級        | ミッドウェイ級                        | フォレスタル級                       |                                          |
| 輸送船               | L20級                                 | C4級                                 | リバティシップ                           | ビクトリーシップ            |                                       |                                      |                                          |
| ロケット砲           | T27                                   | 戦車上陸用舟艇                       | T66                                      |                             |                                       |                                      |                                          |
| ロケット自走砲       | シロホン・ロケットランチャー          | T35 カリオペ                         |                                          |                             |                                       |                                      |                                          |
| 列車砲               | BL12インチ Railway Howitzer           | 406mm三連装砲                        |                                          |                             |                                       |                                      |                                          |
| 飛行爆弾             | LTV-N-2 ルーン                        |                                      |                                          |                             |                                       |                                      |                                          |
| ミサイル             | RTV-G-4 バンパー                      | SSM-N-8A レグルス                    | MGM-13 メイス                            | PGM-17 ソー                 |                                       |                                      |                                          |
| ミサイル戦闘機       | ノースロップ XP-79                    | ベル X-1                             |                                          |                             |                                       |                                      |                                          |
| 核爆弾               | 核爆弾                                | 核爆弾                               | 核爆弾                                   |                             |                                       |                                      |                                          |
| 核爆撃機             | ボーイング B-29 スーパー フォートレス | ノースアメリカン B-45 トルネード     | ボーイング B-47 ストラトジェット         |                             |                                       |                                      |                                          |
| 核ミサイル           | Sm-62 スナーク                        |                                      |                                          |                             |                                       |                                      |                                          |

・コミンテルン
|                      | レベル1                        | 2                        | 3                              | 4                       | 5                       | 6                      | 7                  |
| -------------------- | ------------------------------ | ------------------------ | ------------------------------ | ----------------------- | ----------------------- | ---------------------- | ------------------ |
| 民兵                 | 民兵タイプ1932                 | 1934                     | 1942                           | 1947                    |                         |                        |                    |
| 歩兵                 | 歩兵タイプ1932                 | 1934                     | 1938                           | 1942                    | 1946                    | 1950                   | 1952               |
| 自動車化歩兵         | 自動車化歩兵タイプ1934         | 1940                     | 1944                           | 1947                    | 1950                    | 1952                   |                    |
| 機械化歩兵           | 機械化歩兵タイプ1940           | 1944                     | 1947                           | 1950                    | 1952                    |                        |                    |
| 奇襲隊               | NKVD 特殊部隊                  | 第13親衛狙撃部隊         | 特別工兵旅団                   | スペツナズ              |                         |                        |                    |
| パラシュート兵（空） | アントノフ A-7                 | Tupolev ANT-9            | Tupolev TB-1 G-1               | ツポレフ TB-3G-2        |                         |                        |                    |
| パラシュート兵（陸） | 空挺着地装備解除               | 機動空挺着地装備解除     | 空挺特殊任務                   | 空挺護衛兵              |                         |                        |                    |
| 対戦車               | M1930 37mm対戦車砲(1-K)        | M1937 45mm対戦車砲(53-K) | M-42 45mm対戦車砲              | Zis-2 57mm対戦車砲      | Zis-3 76mm野砲          | M1944 100mm野砲（BS-3) |                    |
| 砲兵                 | M1902/30 76mm 野砲             | 76mm 師団砲 M1936        | M-30 122mm 榴弾砲              | M-10 152mm 榴弾砲       | D-1 152mm 榴弾砲        | D-74 122mm カノン砲    |                    |
| 自走砲               | SU 5                           | SU 76                    | SU 122                         | SU 152                  | S 51                    |                        |                    |
| 対空砲               | 76mm-M1914/15                  | 72-K 25mm 対空砲         | 76mm 師団砲 M1936              | M1930 37mm対戦車砲(1-K) | 52-K 85mm 高射砲        | 100mm KS-19            |                    |
| 対空自走砲           | Zis-2 57mm対戦車砲             | T-90                     | ZSU 37                         | ZSU 37/2 自走式対空砲   | ZSU-57-2                |                        |                    |
| 装甲車               | B-6 航空機                     | BA-20 装甲車             | BA-10 装甲車                   | BA-64 装甲車            | BA-11 重装甲車          |                        |                    |
| 軽戦車               | BT-2 快速戦車                  | T-26 戦車                | T-37 航空機                    | T-60 戦車               | T-70 軽戦車             |                        |                    |
| 中戦車               | T-28 中戦車                    | BT-7 快速戦車            | KV-1b                          | T-34 中戦車             | T-44 中戦車             | T-54 中戦車            |                    |
| 重戦車               | KV 2                           | IS                       | IS-2 重戦車                    | IS-3 重戦車             |                         |                        |                    |
| 駆逐戦車             | ZIS 30                         | SU 76                    | SU-85                          | ISU-122                 | ISU-152                 | SU-122-54              |                    |
| 迎撃機               | ポリカルポフ I-16              | ポリカルポフ I-153       | ヤコヴレフ Yak-1               | ラボーチキン ラ-5       | ヤコヴレフ Yak-9        | ラボーチキン La-7      | ヤコヴレフ Yak-3   |
| 戦術爆撃機           | ツポレフ SB                    | イリューシン DB-3        | イリューシン Il-4              | エルモラーエフ Yer-2    | ペトリャコーフ Pe-2     | ツポレフ Tu-2          | イリューシン Il-28 |
| 戦闘爆撃機           | アルハーンゲリスキイ 2         | ペトリャコーフ Pe-3      | イリューシン Il-2              | イリューシンIl-10       | イリューシン Il-16      |                        |                    |
| 戦略爆撃機           | ツポレフ TB-3                  | ボルコヴィッチノフ DB-A  | ペトリャコーフ Pe-8            | ツポレフ Tu-4           | ミャスィーシチェシ M-4  | ツポレフ Tu-16         | ツポレフ Tu-95     |
| 海軍爆撃機           | ツポレフ MR-6                  | イリューシン Il-4        | イリューシン DB 3T             | イリューシン Il-2T      | イリューシン Il-6       | ベリエフ Be-6          | ベリエフ Be-12     |
| 駆逐艦               | ノーウィック級                 | レニングラード級         | グネフヌイ級                   | ストロジェヴォイ級      | タシケント級            | オグネヴォイ級         |                    |
| 潜水艦               | レニネッツ級                   | シチューカ級             | スレドニャーヤ級               | K級                     | ウィスキー級            | ロミオ級               |                    |
| 巡洋艦               | ムラヴィエフ・アムールスキー級 | スヴェトラーナ級         | アドミラル・ナヒーモフ級       | キーロフ級              | スヴェルドロフ級        | キンダ型巡洋艦         |                    |
| 戦艦                 | インペラトリッツァ・マーリヤ級 | リヴェンジ級             | クロンシタット級               | スターリングラード級    | ソビエツキー ソユーズ級 | K-1000級               |                    |
| 空母                 | プロジェクト71a                | プロジェクト71a          | プロジェクト・コストロミチノフ | プロジェクト72          | プロジェクト69AV        | プロジェクト85         |                    |
| 輸送船               | SS ローワン                    | SS ダコタン              | SS カラガンダ                  | コロムナ級輸送艦        |                         |                        |                    |
| ロケット砲           | M-8-6                          | M-20-4                   | M-31-8                         |                         |                         |                        |                    |
| ロケット自走砲       | BM-13                          | BM-8-36                  |                                |                         |                         |                        |                    |
| 列車砲               | TM-1-180                       | TM-3-12                  |                                |                         |                         |                        |                    |
| 飛行爆弾             | SS-2 シブリング                |                          |                                |                         |                         |                        |                    |
| ミサイル             | 8Zh38                          | R7                       | 2K11 クリュッグ                | R-14 チュソヴァヤ       |                         |                        |                    |
| ミサイル戦闘機       | ベレズニク・イザエフ Bl-1      | ビスノヴァット 5         |                                |                         |                         |                        |                    |
| 核爆弾               | 核爆弾                         | 核爆弾                   | 核爆弾                         |                         |                         |                        |                    |
| 核爆撃機             | ミャスィーシチェシ M-4         | ツポレフ Tu-16           | ツポレフ Tu-95                 |                         |                         |                        |                    |
| 核ミサイル           | SS-5                           |                          |                                |                         |                         |                        |                    |

・アジア諸国
|                      | レベル1                 | 2                        | 3                       | 4                             | 5                           | 6                     | 7                      |
| -------------------- | ----------------------- | ------------------------ | ----------------------- | ----------------------------- | --------------------------- | --------------------- | ---------------------- |
| 民兵                 | 民兵タイプ1932          | 1934                     | 1942                    | 1947                          |                             |                       |                        |
| 歩兵                 | 歩兵タイプ1932          | 1934                     | 1938                    | 1942                          | 1946                        | 1950                  | 1952                   |
| 自動車化歩兵         | 自動車化歩兵タイプ1934  | 1940                     | 1944                    | 1947                          | 1950                        | 1952                  |                        |
| 機械化歩兵           | 機械化歩兵タイプ1940    | 1944                     | 1947                    | 1950                          | 1952                        |                       |                        |
| 奇襲隊               | 陸戦隊                  | 第五師団                 | 高砂義勇隊              | 第一襲撃部隊                  |                             |                       |                        |
| パラシュート兵（空） | 国際ク８ 四式特殊輸送機 | 九〇式二号機上作業練習機 | 五七式重爆撃機          | 一式貨物輸送機                |                             |                       |                        |
| パラシュート兵（陸） | 標準パラシュート兵      | 逓信集団                 | 陸戦隊落下傘兵          | 義烈空挺隊                    |                             |                       |                        |
| 対戦車               | 九四式37mm速射砲        | 一式37mm戦車砲           | 一式47mm戦車砲          | 九〇式野砲 75mm               | 五式75mm砲                  | Type 5 105mm          |                        |
| 砲兵                 | 九〇式野砲 75mm         | 九五式75mm野砲           | 九一式10cm榴弾砲        | 九二式10cmカノン砲            | 八九式十五糎カノン砲        | 九六式15cm榴弾砲      |                        |
| 自走砲               | 二式砲戦車 ホイ         | 一式砲戦車 ホニⅡ         | 三式砲戦車 ホニⅢ        | 試製四式重迫撃砲 ハト         | 四式十五糎自走砲 ホロ       |                       |                        |
| 対空砲               | 九八式20mm高射機関砲    | Type 99 88mm             | 二式20mm砲              | Type 3 12cm                   | Type 4 75mm                 | 五式15cm高射砲        |                        |
| 対空自走砲           | 全装軌搭載型 キト       | 試製九四式野戦20mm機関砲 | 試製九八式対空戦車 タセ | 九八式高射機関砲              | 九八式20自走対空砲          |                       |                        |
| 装甲車               | 八七式軽爆撃機          | 千代田                   | 九ニ式重装甲車          | 九三式陸上攻撃機              | 九三式走行自動車            |                       |                        |
| 軽戦車               | 九七式軽装甲車 テケ     | 九五式軽戦車             | 九八式軽戦車            | 二式軽戦車 ケト               | 四式軽戦車                  |                       |                        |
| 中戦車               | 八九式中戦車 イ号       | 八九式中戦車             | 九七式中戦車            | 九七式中戦車 新砲塔チハ       | 一式中戦車                  | 一式中戦車            |                        |
| 重戦車               | 九一式重戦車            | 九五式重戦車             | O-I                     | HT Ⅵ                          |                             |                       |                        |
| 駆逐戦車             | 一式砲戦車 ホニⅠ        | 二式砲戦車 ホイ          | 三式砲戦車 ホニⅢ        | 試製五式四十七ミリ自走砲 ホル | 五式七センチ半対戦車砲 ナト | ホ＝リ                |                        |
| 迎撃機               | 川崎九五式戦闘機        | 九十七式戦闘機           | 一式戦闘機 隼           | 二式戦闘機 鐘馗               | 三式戦闘機 飛燕             | 四式戦闘機 疾風       | 五式戦闘機             |
| 戦術爆撃機           | 九三式双発軽爆撃機      | 九七式軽爆撃機           | 一式陸上攻撃機          | 九九式双発軽爆撃機            | 四式重爆撃機                | 陸上爆撃機 銀河一一型 | 偵察爆撃機 キ74        |
| 戦闘爆撃機           | 九六式陸上攻撃機        | 九八式軽爆撃機           | 九九式襲撃機            | キ66（航空機）                | キ102(航空機）              |                       |                        |
| 戦略爆撃機           | 九三式重爆撃機          | 九二式重爆撃機           | 中島キ19試作爆撃機      | 九七式重爆撃機                | 一式陸上攻撃機              | 一〇〇式重爆撃機 呑龍 | 大型戦略爆撃機 富岳    |
| 海軍爆撃機           | 九六式陸上攻撃機        | 九七式飛行艇             | 九六式陸上攻撃機        | 二式水上戦闘機                | 二式飛行艇                  | 四式重爆撃機 靖国     | 愛知M6A特殊攻撃機 晴嵐 |
| 駆逐艦               | 椛型駆逐艦              | 睦月型駆逐艦             | 吹雪型駆逐艦            | 白露型駆逐艦                  | 陽炎型駆逐艦                | 夕張型駆逐艦          |                        |
| 潜水艦               | 海大5型潜水艦           | I-1 klasse               | TypeA1                  | TypeB1                        | TypeAM                      | 伊二百一型潜水艦      |                        |
| 巡洋艦               | 球磨型軽巡洋艦          | 長良型軽巡洋艦           | 川内型軽巡洋艦          | 阿賀野型軽巡洋艦              | 高雄型重巡洋艦              | 最上型軽巡洋艦        |                        |
| 戦艦                 | 金剛型戦艦              | 扶桑型戦艦               | 伊勢型戦艦              | 長門型戦艦                    | 土佐型戦艦                  | 大和型戦艦            |                        |
| 空母                 | 赤城                    | 加賀                     | 龍驤                    | 蒼龍                          | 飛龍                        | 翔鶴                  |                        |
| 輸送船               | ブラジル丸              | 鴨緑丸                   | 崎戸丸                  | 江戸川丸                      |                             |                       |                        |
| ロケット砲           | 四式二〇糎墳進砲        | 四式四〇糎墳進砲         | タイプ 22               |                               |                             |                       |                        |
| ロケット自走砲       | 50口径四十一式15㎝砲    | 67式30型ロケット弾発射機 |                         |                               |                             |                       |                        |
| 列車砲               | Type 90 240㎜           | Type 90 240㎜M2          |                         |                               |                             |                       |                        |
| 飛行爆弾             | 特攻兵器桜花            |                          |                         |                               |                             |                       |                        |
| ミサイル             | V2A4                    | V2A4b                    | V2A10                   | V2A6                          |                             |                       |                        |
| ミサイル戦闘機       | 特別攻撃機 神龍         | 試製秋水                 |                         |                               |                             |                       |                        |
| 核爆弾               | 核爆弾                  | 核爆弾                   | 核爆弾                  |                               |                             |                       |                        |
| 核爆撃機             | 陸上攻撃機 連山         | 陸上攻撃機 連山          | 陸上攻撃機 連山改       |                               |                             |                       |                        |
| 核ミサイル           | 核搭載V2ロケット        |                          |                         |                               |                             |                       |                        |

### スパイ
4つの役割がある。
- 情報:派遣相手国の資源・外交・スパイ派遣先の情報が得られる。

費用は一日につきキャッシュ1千。
- 経済破壊工作:派遣した地域の士気を下げたり、資源を破壊したり、キャッシュを盗んだりする。

費用は一日につきキャッシュ4千。
- 軍事破壊工作:派遣先の建物の破壊、派遣相手国の一部軍隊の暴露、稀に全軍隊の暴露をする。

費用は一日につきキャッシュ4千。
- スパイに対抗:自国にスパイを配置し、他国からのスパイを捕獲する。

費用は一日につきキャッシュ2千。

### 資源
- 食料
- 人材
- 金属
- 石油
- お金
- 戦時国債

### 新聞
各ラウンドには新聞があり、国同士の戦争や、戦争中の国同士で奪った領土、損失したユニットの数など、国に関する情報を自動的に掲載している。また、プレイヤーは見出しや内容、写真を使ってカスタマイズした新聞記事を掲載可能。

### 士気
すべての地方はそれぞれの士気を持っており、士気はゴールドを使って調整する。地方は士気70でスタートとなっている。また、地方にプロパガンダ機関を建設することで士気を高めることができ、士気を10上げることができる。もし地方が戦争中の国と国境を接している場合、地方の士気にマイナスの影響を与える。また、士気は首都から遠ければ遠いほど下がる。占領されると、士気は25まで低下する。士気が非常に低い場合、反乱が発生する可能性がある。この場合、その地方は近隣の国に奪われることになるが、その国の人気度によって決定される為、戦争をしていない国にとられる可能性がある。反乱はその地方に軍隊を置くことで防ぐことができる。

### 外交
プレイヤーはプレイヤー同士で下記のものを交換することができる。　
- 資源(人材&戦時国債を除く)
- 関係
- 領地(7日目から)